# Cushing (Texas)
Cushing város az Amerikai Egyesült Államok Texas államában, Nacogdoches megyében. Lakosainak száma 557 fő (2020. április 1.).

## Népesség
A település népességének változása:
| Lakosok száma | 637  | 612  | 557  |
|               | 2000 | 2010 | 2020 |